# Thelypodiopsis versicolor
Thelypodiopsis versicolor är en korsblommig växtart som först beskrevs av Townshend Stith Brandegee, och fick sitt nu gällande namn av Reed Clark Rollins. Thelypodiopsis versicolor ingår i släktet Thelypodiopsis och familjen korsblommiga växter. Inga underarter finns listade i Catalogue of Life.